# 新栄 (草加市)
新栄（しんえい）は、埼玉県草加市の町名。現行行政地名は新栄一丁目から四丁目。郵便番号は340-0056。

## 地理
草加市の西北端に位置し、越谷市、川口市と隣接する。

### 河川
- 綾瀬川
- 伝右川
- 一の橋放水路

## 歴史
- 1889年（明治22年）4月1日 町村制施行により、九左衛門新田、長右衛門新田、清右衛門新田、新兵衛新田、金右衛門新田、篠葉村、東中曽根村、槐戸村、善兵衛新田が合併し北足立郡新田村が成立、新田村大字新兵衛新田となる。
- 1958年（昭和33年）11月1日 - 市制施行と同時に草加町大字新兵衛新田から新栄町に地名変更[4]。
- 2014年（平成26年）11月22日 - 新田西部土地区画整理事業の完了に伴い、新栄町（しんえいちょう）から新栄一丁目〜四丁目に地名変更（区画整理地域は1丁目〜3丁目の範囲、4丁目は新栄団地）[5]。同日長栄や清門も地名変更している。

## 世帯数と人口
2017年（平成29年）10月1日現在の世帯数と人口は以下の通りである。
| 丁目       | 世帯数    | 人口    |
| ---------- | --------- | ------- |
| 新栄一丁目 | 809世帯   | 2,115人 |
| 新栄二丁目 | 518世帯   | 1,398人 |
| 新栄三丁目 | 446世帯   | 1,198人 |
| 新栄四丁目 | 1,692世帯 | 3,360人 |
| 計         | 3,465世帯 | 8,071人 |

## 小・中学校の学区
市立小・中学校に通う場合、学区は以下の通りとなる。
| 丁目       | 番地 | 小学校             | 中学校             |
| ---------- | ---- | ------------------ | ------------------ |
| 新栄一丁目 | 全域 | 草加市立清門小学校 | 草加市立新栄中学校 |
| 新栄二丁目 | 全域 | 草加市立新栄小学校 | 草加市立新栄中学校 |
| 新栄三丁目 | 全域 | 草加市立新栄小学校 | 草加市立新栄中学校 |
| 新栄四丁目 | 全域 | 草加市立新栄小学校 | 草加市立新栄中学校 |

## 交通

### 鉄道
地区内に鉄道は敷設されていない。武蔵野線・埼玉高速鉄道戸塚安行駅となっている。

### 道路
- 埼玉県道161号越谷川口線
- 川戸通り
- メタセコイヤ通り

## 施設
- 草加市立新栄中学校
- 草加市立新栄小学校
- 草加市新栄配水場
- 草加新栄郵便局
- 新栄町会館
- 新栄児童センター
- 新栄保育園
- 上組稲荷神社
- 下組稲荷神社
- 川戸稲荷神社
- 新栄中央公園
- 新栄道上公園
- 新栄道下公園
- 新栄東公園
- 新栄北公園（赤堀あぜ道公園）
- 新栄第三公園
- 新栄町団地
- 医療法人移山会二宮病院